# 키샤 샤프
키샤 샤프(Keesha Sharp, 1973년 6월 9일 ~ )는 미국의 배우, 텔레비전 배우, 영화배우이다.
브루클린에서 태어났다.

## 방송
- 리썰 웨폰
- 아메리칸 크라임 스토리
- 아직 멀었어요?
- 크리스는 괴로워 시즌1

## 영화
- 마셜 (2017년)
- 리썰 웨폰 (2016년)
- 알 위 데어 옛? (2010년)
- 내가 왜 결혼했을까? (2007년) - 팜 역
- 에브리바디 헤이츠 크리스 (2005년)
- 네버 다이 어론 (2004년)
- 말리부의 8마일 (2003년)